# Międzynarodowy Trybunał Sprawiedliwości
Międzynarodowy Trybunał Sprawiedliwości (MTS, ang. International Court of Justice, ICJ; fr. Cour internationale de justice, CIJ) – główny organ sądowy ONZ. Został ustanowiony w 1945 do rozstrzygania sporów między państwami.
Trybunał działa według swego Statutu, który opiera się na Statucie Stałego Trybunału Sprawiedliwości Międzynarodowej i stanowi integralną część Karty Narodów Zjednoczonych. Wszyscy członkowie Organizacji Narodów Zjednoczonych są ipso facto stronami Statutu Międzynarodowego Trybunału Sprawiedliwości. Państwo nienależące do Organizacji Narodów Zjednoczonych może przystąpić do Statutu Międzynarodowego Trybunału Sprawiedliwości na warunkach, które w każdym przypadku ustali Zgromadzenie Ogólne na zalecenie Rady Bezpieczeństwa (art. 93 Karty NZ i art. 4 Statutu MTS).

## Sędziowie

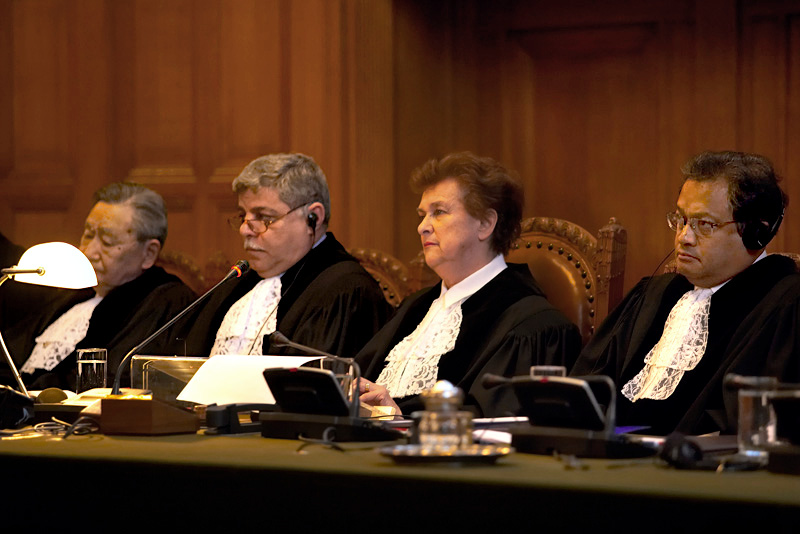
Sędziowie MTS

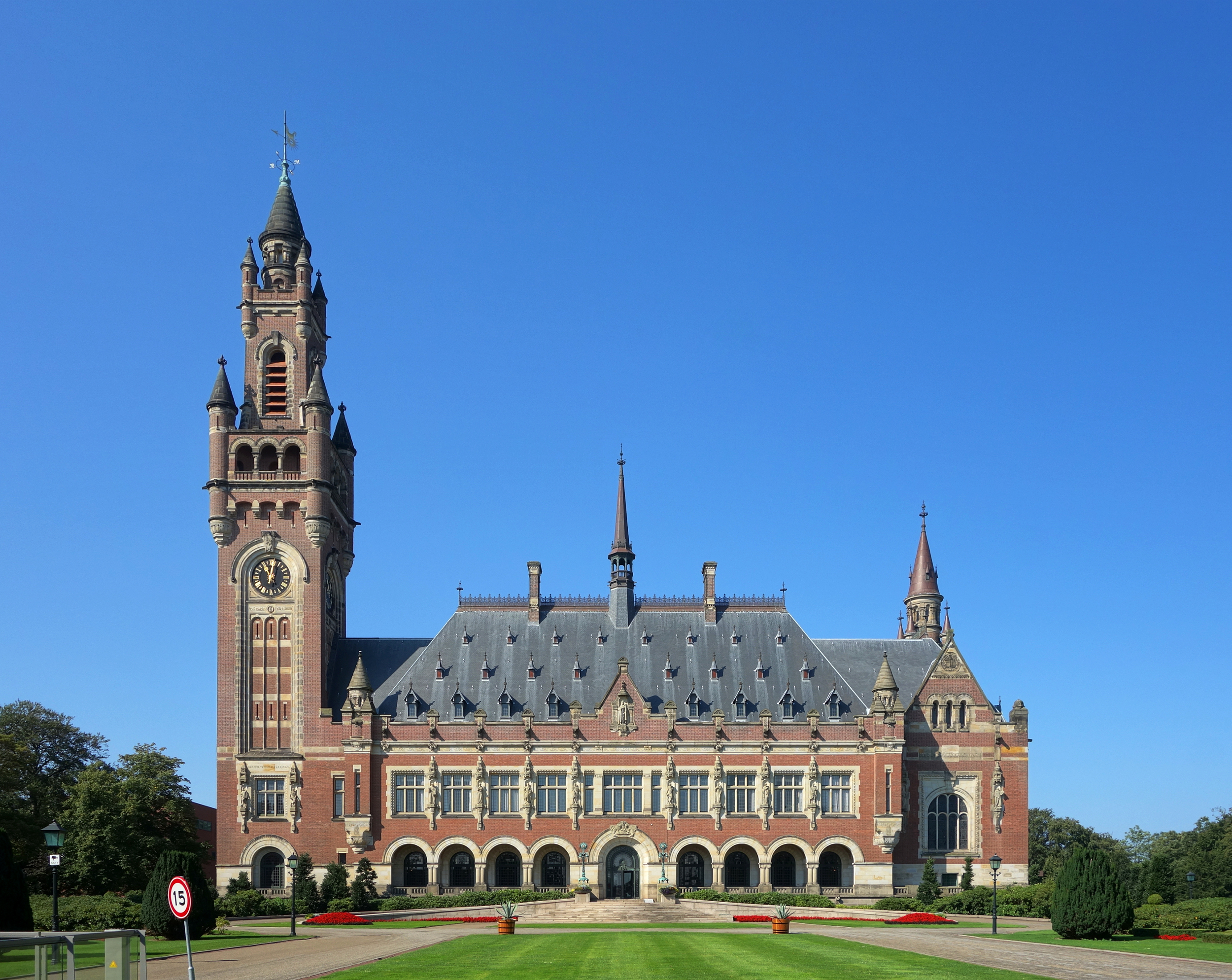
Siedziba MTS - Pałac Pokoju w Hadze

Trybunał składa się z 15 sędziów wybieranych na dziewięcioletnie kadencje. Co 3 lata wybierana jest jedna trzecia składu. Sędziowie mogą być wybrani ponownie (reelekcja). Kandydatów na sędziów zgłaszają grupy narodowe Stałego Trybunału Rozjemczego w Hadze spośród osób mogących pełnić najwyższe stanowiska sędziowskie w swych państwach lub uznanych znawców prawa międzynarodowego (art. 4). Następnie sędziowie są wybierani przez Zgromadzenie Ogólne ONZ oraz Radę Bezpieczeństwa i muszą uzyskać bezwzględną większość w każdym z tych organów. Każdy sędzia musi być obywatelem innego państwa. Przy wyborze należy zwracać uwagę na to, by w składzie były reprezentowane główne systemy prawne i formy cywilizacji. W przypadku wakatu wybiera się sędziego na resztę kadencji poprzednika.
Sędziowie nie mogą zajmować się inną działalnością zawodową (nie dotyczy to publikacji lub wygłaszania wykładów) ani polityczną. Nie są reprezentantami swych państw. Są niezawiśli, nie mogą przyjmować instrukcji od żadnej strony.
Sędziom w trakcie wykonywania ich czynności powinny przysługiwać przywileje i immunitety dyplomatyczne (art. 19 Statutu). Przed objęciem urzędowania sędzia obowiązany jest złożyć uroczyste oświadczenie na publicznym posiedzeniu Trybunału, że będzie korzystał ze swych uprawnień bezstronnie i sumiennie (art. 20).
Sędzia nie podlega wyłączeniu, jeżeli MTS rozpatruje spór z udziałem państwa jego obywatelstwa. Jeżeli państwo toczące spór przed MTS nie ma swego obywatela w składzie sądu, może wyznaczyć sędziego ad hoc, który może (choć nie musi) być jego obywatelem. Jeżeli żadna ze stron w sporze nie ma swego obywatela w składzie, każda może wyznaczyć sędziego ad hoc. Nominaci muszą spełniać warunki wymagane przez Statut. Biorą oni udział w wyrokowaniu na równi ze stałymi członkami Trybunału (art. 31)
Sędzia zostaje wyłączony ze sprawy, w której poprzednio występował w imieniu jednej ze stron w charakterze agenta, doradcy lub adwokata, albo był członkiem sądu narodowego lub międzynarodowego, albo komisji badań, albo w jakim bądź innym charakterze (art. 17). Sędzia może też zostać wyłączony na własne życzenie lub z pewnych szczególnych względów uchwałą Trybunału na wniosek prezesa (art. 24). Sędzia może zostać pozbawiony mandatu, jeśli pozostali członkowie jednomyślnie dojdą do przekonania, że przestał on czynić zadość wymaganym warunkom. Oznacza to opróżnienie miejsca, o czym powiadamiany jest Sekretarz generalny Organizacji Narodów Zjednoczonych (art. 18).
Sędziowie wybierają spośród swego grona prezesa i wiceprezesa Trybunału na trzyletnią kadencję (z prawem reelekcji). MTS może orzekać w składzie plenarnym lub w izbach, jeżeli o to wniosą strony (art. 26). Do tej pory tylko czterokrotnie orzekał w izbach.
Polskimi sędziami w Trybunale dotychczas byli Bohdan Winiarski (1946–1967, prezes 1961–1964) i Manfred Lachs (1967–1993, zm. w trakcie kadencji; prezes 1973–1976), a Krzysztof Skubiszewski zasiadał jako sędzia ad hoc.

## Obecny skład Trybunału
Skład od 6 lutego 2024 roku.
- Nawaf Salam (Liban) – Prezes
- Julia Sebutinde(inne języki) (Uganda) – Wiceprezes
- Peter Tomka (Słowacja)
- Ronny Abraham (Francja)
- Abdulqawi Jusuf(inne języki) (Somalia)
- Xue Hanqin(inne języki) (Chiny)
- Dalwir Bhandari(inne języki) (Indie)
- Yuji Iwasawa(inne języki) (Japonia)
- Georg Nolte(inne języki) (Niemcy)
- Hilary Charlesworth(inne języki) (Australia)
- Leonardo Nemer Caldeira Brant(inne języki) (Brazylia)
- Juan Manuel Gómez Robledo(inne języki) (Meksyk)
- Sarah Cleveland(inne języki) (Stany Zjednoczone)
- Bogdan Aurescu (Rumunia)
- Dire Tladi(inne języki) (Republika Południowej Afryki)

## Podstawy orzekania
MTS orzeka zgodnie z prawem międzynarodowym. Podstawy orzekania są uregulowane w art. 38 Statutu MTS. Są to: umowy międzynarodowe, zwyczaj międzynarodowy oraz ogólne zasady prawa. Pomocniczo podstawami mogą być orzeczenia sądowe i opinie doktryny. Jeżeli strony się na to godzą, Trybunał może orzekać ex aequo et bono, czyli w oparciu o zasady słuszności, a nie normy prawne.

## Spory międzypaństwowe
Strony Statutu MTS po dołączeniu do ONZ
     Strony Statutu MTS przed dołączeniem do ONZ
     Państwa-obserwatorzy w ONZ, które nie są stronami Statutu MTS

Strony Statutu MTS po dołączeniu do ONZ
Strony Statutu MTS przed dołączeniem do ONZ
Państwa-obserwatorzy w ONZ, które nie są stronami Statutu MTS

Trybunał wydaje wyroki w sporach międzypaństwowych oraz wydaje opinie doradcze.
MTS rozstrzyga spory wyłącznie między państwami (art. 34 Statutu). Oznacza to, że inne podmioty nie mogą być stronami przed Trybunałem. Pozwy wpływające od osób fizycznych oraz innych nieuprawnionych podmiotów nie są rejestrowane. Interesy osób prywatnych mogą stać się przedmiotem postępowania przed Trybunałem tylko w przypadku, gdy dane państwo przejmie sprawę swojego obywatela i wystąpi ze skargą przeciwko innemu państwu.
Strony są reprezentowane przez agentów, mogą korzystać z pomocy doradców albo adwokatów (art. 42).
Członkostwo w ONZ nie oznacza automatycznej zgody państwa na jurysdykcję MTS. Potrzebne jest do tego odrębne wyrażenie woli poddania się właściwości Trybunału. Może być ono dokonane na kilka sposobów.
- Państwa w sporze mogą zawrzeć odrębne porozumienie o przekazanie sprawy Trybunałowi do rozstrzygnięcia. Wówczas nie ma powoda ani pozwanego, a strony zgodnie występują o wydanie wyroku.
- Zgoda na jurysdykcję MTS może wynikać z klauzuli sądowej zawartej w umowie międzynarodowej. Klauzula taka przewiduje, że wszelkie spory wynikające ze stosowania danej umowy będą rozpatrywane przez Trybunał, na życzenie którejkolwiek strony. Na przykład Konstytucja MOP głosi, iż każde z państw-stron może zgłosić skargę do Międzynarodowego Biura Pracy przeciw innemu państwu-stronie, które, jego zdaniem, nie zapewnia w sposób dostateczny wykonania konwencji ratyfikowanej przez obie strony. Rada Administracyjna MOP może zażądać od oskarżonego rządu wyjaśnień a jeśli uzna je za niewystarczające powołać komisję śledczą w celu zbadania sprawy. Każdy z zainteresowanych rządów powinien w terminie trzymiesięcznym zawiadomić Dyrektora Generalnego Międzynarodowego Biura Pracy, czy przyjmuje zalecenia zawarte w sprawozdaniu tej komisji, bądź w razie odrzucenia ich, czy chce poddać spór MTS, którego decyzja jest ostateczna (art. 27 – 34 Konstytucji).
- Innym sposobem uznania właściwości Trybunału jest złożenie przez państwo specjalnego oświadczenia, że pozwala na pozywanie przed MTS przez inne państwa, które złożyły lub złożą takie samo oświadczenie. Jest to tzw. system jurysdykcji obowiązkowej MTS. Oświadczenia o uznaniu jurysdykcji obowiązkowej mogą być cofnięte. Często są obarczone zastrzeżeniami, które ograniczają podmiotowo lub przedmiotowo zakres zgody.

Postępowanie w sprawach spornych składa się z części pisemnej i ustnej. Często najpierw rozpatruje się spór co do kompetencji Trybunału do rozpoznania sprawy, a dopiero po wydaniu wyroku potwierdzającego taką kompetencję, spór merytoryczny. Postępowanie ustne jest jawne.
Sędziowie decydują o wyroku większością głosów. Sędziowie niezgadzający się z sentencją wyroku lub jego uzasadnieniem mogą złożyć zdania odrębne (votum separatum).
Wyrok MTS bezwzględnie wiąże strony będące w sporze i tylko w stosunku do danego sporu (art. 59), jest ostateczny bez możliwości odwołania (art. 60). Żądanie rewizji wyroku może być zgłoszone tylko wtedy, gdy opiera się na odkryciu faktu, który w chwili wydania wyroku był nieznany ani Trybunałowi, ani stronie, żądającej rewizji, a mógł mieć wpływ decydujący, zawsze z zastrzeżeniem, że nieświadomość ta nie była zawiniona skutkiem niedbalstwa. Możliwość żądania rewizji ulega przedawnieniu 6 miesięcy po odkryciu takiego faktu i 10 lat po wydaniu wyroku (art. 61).
Według art. 94 Karty NZ Każdy członek Narodów Zjednoczonych zobowiązuje się zastosować do orzeczeń Międzynarodowego Trybunału Sprawiedliwości we wszystkich sprawach, w których jest stroną. Jeżeli jedna ze stron w sporze będzie się uchylała od wykonania obowiązków, które spadły na nią w wyniku wyroku wydanego przez Trybunał, druga strona może odwołać się do Rady Bezpieczeństwa, która władna jest, jeżeli to uzna za konieczne, udzielić zaleceń lub postanowić, jakie środki należy zastosować, żeby zapewnić wyrokowi wykonalność.

## Kompetencje MTS

### Kompetencjeratione personae(dotyczące stron)
Art. 34 Statutu MTS głosi, że jedynie państwa mają prawo stawać jako strony przed Trybunałem. Trybunał jest dostępny dla państw członkowskich ONZ oraz dla innych, które są stronami statutu.
Art. 62 Statutu głosi, że państwo mające interes natury prawnej, który mógłby być naruszony wyrokiem Trybunału w danej sprawie, może domagać się uczestnictwa w procesie w charakterze interwenienta. Uwzględnienie żądania należy do Trybunału.
Statut MTS przyznaje pewne uprawnienia rządowym organizacjom międzynarodowym. Trybunał może zwrócić się do tych organizacji o informacje mające znaczenie dla rozpatrywanej sprawy oraz może przyjmować takie informacje dostarczone przez organizację z własnej inicjatywy.

### Kompetencjeratione materiae(rzeczowe)
Art. 36 ust. 1 mówi, że kompetencje MTS obejmują „wszelkie spory, które strony doń wniosą, oraz wszelkie sprawy wyraźnie wymienione w Karcie NZ albo w obowiązujących traktatach i konwencjach”. Zatem kompetencja MTS ma charakter dobrowolny. MTS działa tylko wówczas, gdy strony przekażą mu sprawę do rozstrzygnięcia.
Możliwa jest jednak sytuacja, gdy MTS działa na wniosek jednej tylko strony konfliktu. Tę kompetencję obligatoryjną określa art. 36 ust. 2 statutu MTS, który nazywa się często „klauzulą fakultatywną”, gdyż od woli poszczególnego państwa zależy przyjęcie bądź nieprzyjęcie zobowiązań określonych w tej klauzuli. Państwo – strona Statutu może w każdym czasie oświadczyć, że w stosunku do każdego innego państwa, przyjmującego takie same zobowiązanie, uznaje za przymusową ipso facto i bez specjalnego porozumienia, jurysdykcję Trybunału w sporach natury prawnej, dotyczących:
- a) wykładni traktatu;
- b) każdej kwestii prawa międzynarodowego;
- c) rzeczywistości każdego faktu, który, o ile by został stwierdzony, stanowi pogwałcenie zobowiązania międzynarodowego;
- d) rodzaju lub wysokości odszkodowania należnego za zerwanie zobowiązania międzynarodowego.

Deklaracja taka może być bezwarunkowa lub pod warunkiem wzajemności ze strony kilku lub pewnych określonych państw, albo złożona tylko na pewien okres.
Zgodnie z art. 96 Karty NZ, Zgromadzenie Ogólne lub Rada Bezpieczeństwa mogą zwrócić się do MTS o wydanie opinii doradczej w każdej kwestii prawnej, podobnie jak wszystkie inne organizacje wyspecjalizowane ONZ. Obecnie takie upoważnienie posiada 16 organizacji wyspecjalizowanych ONZ oraz IAEA (International Atomic Energy Agency).

### Kompetencjeratione iuris(prawne)
MTS wydaje swoje decyzje na podstawie przepisów określanych w art. 38 ust. 1 statutu. Zgodnie z nim, Trybunał stosuje:
- a) konwencje międzynarodowe, bądź ogólne, bądź specjalne, ustalające reguły wyraźnie uznane przez państwa wiodące spór
- b) zwyczaj międzynarodowy jako dowód istnienia powszechnej praktyki przyjętej za prawo
- c) ogólne zasady prawa uznane przez narody cywilizowane
- d) wyroki sądowe i opinie znawców prawa publicznego różnych narodów jako środek pomocniczy do stwierdzenia przepisów prawnych.

Trybunał posiada także kompetencję orzekania według zasad słuszności, tzw. „ex aequo et bono” (łac. z tego co słuszne i dobre por. Ius est ars boni et aequi), za zgodą stron (art. 38 ust. 2 Statutu). Nie było jednak przypadku, by strony się na taką zasadę zgodziły.
Według art. 50 Trybunał może w każdej chwili powierzyć zbadanie okoliczności sprawy (ang. enquiry, fr. enquête) lub wydanie orzeczenia biegłego (ang. expert opinion, fr. expertise) wszelkiej osobie, ciału, biuru, komisji lub organowi przez siebie wybranym.

## Opinie doradcze
MTS wydaje opinie doradcze na żądanie Zgromadzenia Ogólnego ONZ, Rady Bezpieczeństwa oraz Rady Gospodarczej i Społecznej, a także upoważnionych organizacji wyspecjalizowanych.
Przedmiotem opinii doradczych może być każda kwestia prawna wyłaniająca się w toku działalności wnioskodawcy (to ograniczenie nie dotyczy Zgromadzenia Ogólnego ani Rady Bezpieczeństwa). Postępowanie o wydanie opinii nie powinno zastępować postępowania spornego, choć często kwestie przedstawione Trybunałowi do zaopiniowania dotyczą istniejących sporów.
W postępowaniu mogą brać udział także państwa członkowskie ONZ, poza organami ONZ i organizacjami wyspecjalizowanymi. Postępowanie nie ma charakteru spornego, uczestnicy przedstawiają swoje stanowiska, najpierw w formie pisemnej, a potem ustnej.
Opinia doradcza formalnie nie ma mocy wiążącej. Jest jednak autorytatywną wykładnią prawa międzynarodowego, co powoduje, że w praktyce jest traktowana jako ostateczne potwierdzenie legalności lub nielegalności zachowań będących jej przedmiotem. Sędziowie mogą zgłaszać zdania odrębne do opinii doradczych.

## Języki urzędowe
Językami urzędowymi Trybunału są francuski i angielski. Za zgodą stron przewód przebiega w jednym z nich. W braku porozumienia jaki język ma być użyty, obie strony mogą w swych przemówieniach używać tego z nich, który wybiorą; a orzeczenie Trybunału ogłoszone będzie w obu językach. W takim przypadku Trybunał równocześnie ustali, który z tych dwóch tekstów uważany ma być za wiarygodny. Na żądanie którejkolwiek ze stron, Trybunał będzie mógł upoważnić ją do używania innego języka (art. 39).

## Publikacje
Wszystkie wyroki i opinie doradcze Trybunału (wraz ze zdaniami odrębnymi) są oficjalnie publikowane w językach angielskim i francuskim. Są też dostępne w internecie. Wystąpienia stron lub uczestników publikowane są po wydaniu wyroku (opinii doradczej) w oficjalnym języku postępowania (angielskim albo francuskim). Nie są dostępne w internecie.

## Siedziba
Siedzibą Trybunału jest Haga. Trybunał urzęduje w Pałacu Pokoju, w którym mieszczą się także Stały Trybunał Arbitrażowy, Haska Akademia Prawa Międzynarodowego oraz jedna z najbogatszych bibliotek prawa międzynarodowego. Trybunał może odbywać sesje i wykonywać funkcje w innym miejscu, jeśli uzna to za pożądane (art. 22).